# Pselliophora enderleini
Pselliophora enderleini är en tvåvingeart som först beskrevs av Alexander 1973.  Pselliophora enderleini ingår i släktet Pselliophora och familjen storharkrankar.
Artens utbredningsområde är Taiwan. Inga underarter finns listade i Catalogue of Life.